# Barutin, Smolean
Barutin (în bulgară Барутин) este un sat în comuna Dospat, regiunea Smolean,  Bulgaria. 

## Demografie
Componența etnică a satului Barutin
     Bulgari (39,05%)
     Nicio identificare (57,39%)
     Turci (1,21%)
     Romi (0,58%)
     Altele (1,74%)
La recensământul din 2011, populația satului Barutin era de 1.723 locuitori. Nu există o etnie majoritară, locuitorii fiind bulgari (39,05%) și turci (1,21%). Pentru 57,39% din locuitori nu este cunoscută apartenența etnică.